# Papa Higini
Higini (Atenes, Grècia, ? - Roma, c.140/142) va ser el novè bisbe de Roma i vuitè successor de sant Pere. No se sap gairebé res sobre la seva vida. La duració del seu pontificat va ser d'uns quatre anys, entre el 136/138 i el 140/142. Les dates que dona el catàleg de la Santa Seu, l'Annuario Pontificio, com a convenció són entre el 136 i el 140. Del seu mandat tampoc se'n sap gran cosa més i les seves disposicions conegudes són dubtoses. No obstant això, s'acostuma a datar en el seu pontificat l'arribada dels primers representants dels gnosticisme a la ciutat de Roma.
Com a bisbe de Roma, l'Església Catòlica el considera papa. Tanmateix, aquest títol no va ser adoptat fins més tard. Higini està ubicat en un moment en què la jerarquia eclesiàstica no està marcada i el bisbe de Roma no n'és la màxima autoritat. De fet, possiblement no es diferenciava gaire d'un prevere.
Venerat com a sant, se'l va considerar màrtir, però aquest fet no està constatat històricament i no té referències en els autors antics. El Martyrologium Romanum fixa la seva festivitat l'11 de gener.

## Biografia

### Orígens
Són poques les dades biogràfiques referents a aquest bisbe romà. El seu nom és d'origen grec i significa «sa», «saludable» o «vigorós»; aquest fet està en consonància amb altres bisbes romans que van canviar el seu nom per un de grec segons la tradició que afirma Jesús li havia canviat el nom original a sant Pere per un de grec.
No obstant això, cal tenir en compte també que el Liber Pontificalis diu que era d'origen grec, probablement de la ciutat d'Atenes. A més, afirma que era un antic filòsof, probablement abans de convertir-se al cristianisme, però no esmenta el nom del seu pare, que és desconegut per l'autor del Liber. Francesco Scorza esmenta que l'assimilació d'Higini a la professió de filòsof és probablement deguda a la semblança del seu nom amb la d'altres autors d'origen llatí del segle i, com Gai Juli Higini, encarregat de la Biblioteca Palatina, nomenat per Octavi August, o Higini l'Astrònom. Per la seva banda, Louis de Cormenin apunta que era fill d'un filòsof.
A banda d'això, en relació amb el seu paper a dins de l'Església, segons Hauck, Higini va ser probablement un membre destacat d'allò que hauria sigut un primitiu col·legi eclesiàstic format per preveres romans; aquesta posició l'hauria tingut almenys des d'abans de mitjans del segle ii.

### Pontificat

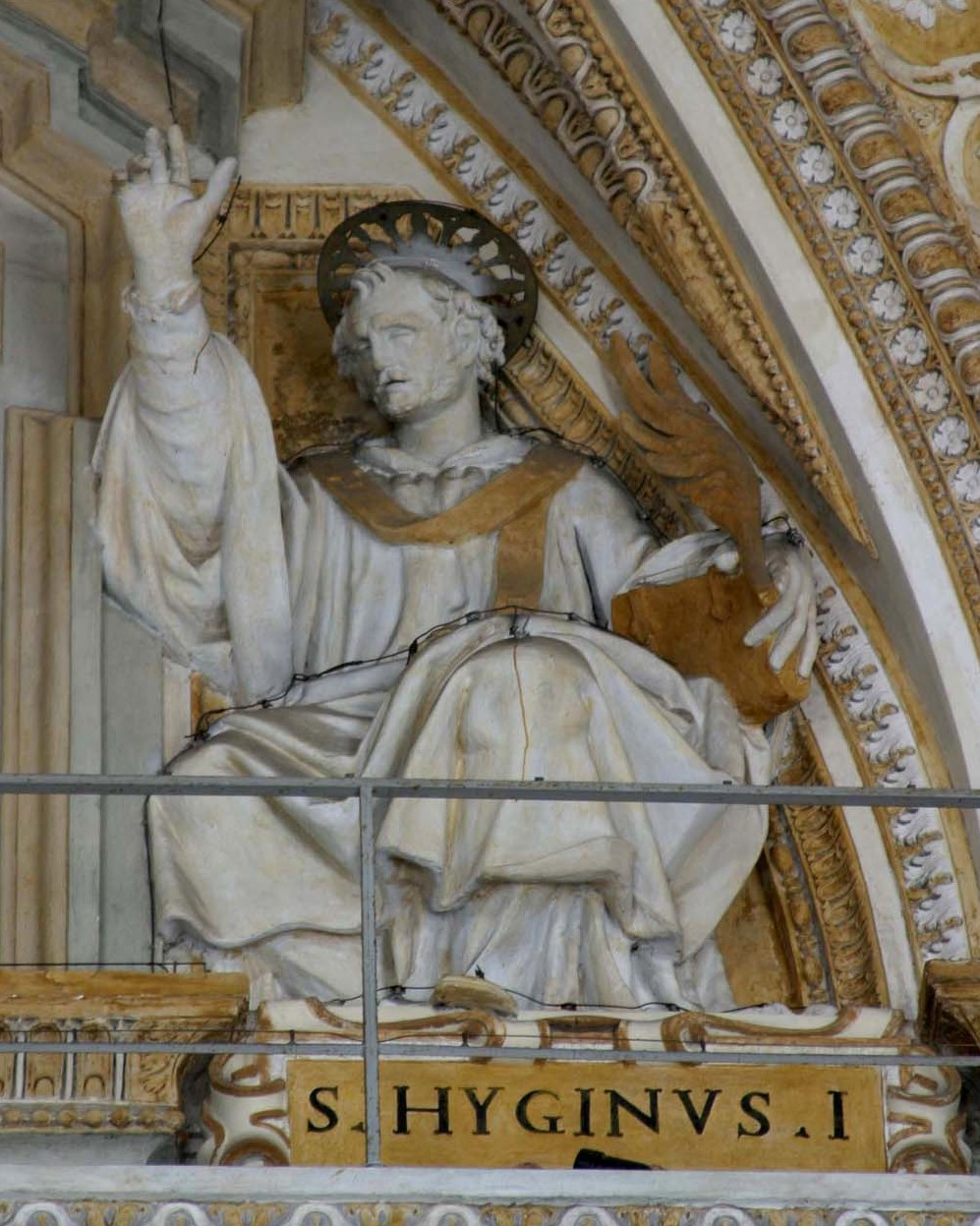
Estàtua de Sant Higini al pòrtic de la Basílica de Sant Pere del Vaticà.

Els autors antics citen Higini com a successor de Telèsfor en el bisbat de Roma, però la cronologia és confusa. Tant Ireneu de Lió com Eusebi de Cesarea, que cita el primer, li donen un pontificat d'uns quatre anys, aproximadament entre el 138 i el 142. Tanmateix, Eusebi també diu que va morir durant el primer any del regnat de l'emperador Antoní Pius (138-139). D'altra banda, com amb la resta de papes dels primers segles de l'Església, els autors contemporanis no acostumen a ser exactes a l'hora de datar el pontificat i en situen l'inici entre el 136 i el 138 i el final entre el 140 i el 142. El catàleg oficial de papes de la Santa Seu, l'Annuario Pontificio, li atribueix una cronologia entre el 136 i el 140.
El pontificat se situà en els primers anys del regnat de l'emperador Antoní Pius (138-161), que va seguir la mateixa política d'ambigüitat que Trajà respecte als cristians. Plini el Jove, que mantingué correspondència amb aquest darrer, mostrà l'aversió que hi havia envers els cristians i era conscient que havien de ser jutjats, però l'emperador veia que era impossible establir mètodes de recerca i repressió efectius i responia a Plini: «[Els cristians] No seran buscats, però si se'ls acusa i són culpables, han de ser castigats, però entenent que l'home que negui ser cristià i doni prova de la seva sinceritat oferint oracions als nostres déus, per molt que s'hagi sospitat d'ell en el passat, serà indultat pel seu penediment». Així doncs, la tònica durant Antoní seguí principis similars. De fet, hi ha documentats martiris durant aquesta època, el més famós dels quals, el de Policarp, bisbe d'Esmirna, deixeble directe de sant Joan apòstol, si bé la seva mort s'esdevingué anys més tard del pontificat d'Higini, vers la dècada del 150 o del 160.
D'altra banda, durant el seu mandat es daten les primeres manifestacions de les doctrines gnòstiques a Roma, que van ser considerades heretges per l'Església. Procedents d'Egipte i amb Alexandria com a nucli d'origen, a semblança d'altres heretgies cristianes, Ireneu de Lió i Eusebi de Cesarea comenten l'arribada de Valentí a la ciutat en temps d'Higini, on residí fins al pontificat d'Anicet, tenint el seu moment de màxim apogeu durant el mandat de Pius I i narren també l'arribada de Cerdó, predecessor de Marció. Suposadament, Cerdó va semblar retractar-se del gnosticisme i va assistir regularment a l'església romana, fins a arribar a formar-ne part, però, no obstant això, en secret va continuar amb les seves ensenyances gnòstiques i consegüentment va ser expulsat del sí de la comunitat cristiana. No es tenen notícies sobre possibles actuacions d'Higini respecte a la presència del gnosticisme a Roma.
De les disposicions conegudes, contingudes en el Liber Pontificalis, s'esmenta que Higini va instaurar la figura dels padrins al bateig dels nadons per tal de guiar-los en la vida cristiana. D'altra banda, també hauria decretat la consagració de totes les esglésies i hauria definit la jerarquia eclesiàstica, tant en ordre com en diferents rangs. No obstant això, Louis Loomis afirma que la definició de l'autor del Liber és massa vaga i possiblement només era una simple atribució per conveniència per donar importància a Higini, fent que atorgués tasques i funcions al clergat. Així mateix, Louis Duchesne diu que aquesta mateixa afirmació apareix en la biografia del papa Hormisdes, cosa que fa que perdi tota credibilitat i valor històric; el més probable és que l'autor s'estigués referint als ordes menors del clergat, però això no deixa de mostrar que aquest fet no és comprovable i, a més, resulta impossible saber-ne el significat real. Encara que, entre altres exemples al Liber Pontificalis, se li atribueix l'ordenació de quinze sacerdots, cinc diaques i sis bisbes, aquest fet és de difícil verificació.
Una altra notícia, que Eusebi dedueix dels textos d'Ireneu, és que Higini, en esdevenir bisbe de Roma va mantenir la pau sense imposar cap mena d'usos litúrgics concrets de l'Església als cristians que celebraven la Pasqua segons el calendari religiós jueu, que situava aquesta festivitat el 14 de Nissan.
Finalment, se li atribueixen obres escrites apòcrifes, concretament dues decretals pseudoisidorianes, que apareixen signades amb una variant del seu nom, «Vigini». La primera, De Fide et Religionis Causis, està adreçada a tots els creients, i la segona, Epistola ad Athenienses, només està dirigida als atenesos. Alguns autors afirmen que va escriure un tractat sobre Déu i la seva encarnació en Jesucrist, però aquesta afirmació també ha resultat ser apòcrifa.

### Mort
De la seva mort no se'n coneix res més que l'enterrament. Segons el Liber Pontificalis, va ser enterrat al turó Vaticà, a prop de la tomba de sant Pere, tal com es va fer amb els seus predecessors.
Tradicionalment venerat com a sant, la seva festa se celebra l'11 de gener. En aquest sentit, la seva consideració de sant ve per la tradició del martiri, però aquesta informació ha estat posada totalment en dubte, car cap de les fonts antigues ho afirma. De fet, en el Martyrologium Hieronymianum apareix en el 23 de desembre, tal com apunten algunes llistes episcopals, però la seva festa va ser fixada l'11 de gener al Martirologi Romà, que el va considerar màrtir, malgrat no tenir-se'n notícies, fins a la reforma de 1969, que en va eliminar la consideració de màrtir.